# Joan Josep Anzizu i Yarza
Joan Josep Anzizu i Yarza   (Hernani, 1802 - Barcelona, 28 de març de 1865) fou un farmacèutic, bibliotecari i professor universitari català.

## Biografia
Fill d'un metge, es traslladà a Madrid a cursar els estudis de farmàcia. Fou catedràtic de la Facultat de Ciències mèdiques a la ciutat de Barcelona, i bibliotecari i catedràtic de matèria farmacèutica al Real Colegio de San Fernando de Madrid (1829). També fou apotecari de cambra del rei Ferran VII i boticari honorari de la reina regent Maria Cristina de Borbó-Dues Sicílies, reina d'Espanya (1835).
El 1831, es casà amb Mercè Girona i Agrafel, filla de l'empresari Ignasi Girona i Targa, i posteriorment, es van traslladar a Barcelona, on fou substitut de càtedra i secretari interí del Reial Col·legi de Sant Victorià de Barcelona (1841), director de la Junta superior governativa de Farmàcia, i doctor i catedràtic de la Facultat farmacèutica de Barcelona, com a titular de la càtedra de mineralogia i zoologia (1845), ocupant el càrrec de degà de la facultat de farmàcia de Barcelona des de l'any 1857 fins al 1865. Fou un dels principals redactors del Repertorio médico-farmacéutico (1842).
L'any 1845 ingressà com a membre numerari a la Reial Acadèmia de Ciències i Arts de Barcelona (RACAB), on ocupà diferents càrrecs, tresorer, encarregat del gabinet i director de la Secció de Ciències fisicoquímiques, i finalment, el 1850, fou elegit president de la RACAB.
Una de les seves netes va ser la poetessa Mercè Anzizu i Vila (1868-1916), més coneguda com a Sor Eulàlia d'Anzizu, monja clarissa del monestir de Pedralbes.